# Riley McGree
Riley Patrick McGree (Gawler, 2 novembre 1998) è un calciatore australiano, centrocampista del Middlesbrough.

## Statistiche

### Cronologia presenze e reti in nazionale
| Cronologia completa delle presenze e delle reti in nazionale ― Australia | Cronologia completa delle presenze e delle reti in nazionale ― Australia | Cronologia completa delle presenze e delle reti in nazionale ― Australia | Cronologia completa delle presenze e delle reti in nazionale ― Australia | Cronologia completa delle presenze e delle reti in nazionale ― Australia | Cronologia completa delle presenze e delle reti in nazionale ― Australia | Cronologia completa delle presenze e delle reti in nazionale ― Australia | Cronologia completa delle presenze e delle reti in nazionale ― Australia |
| Data                                                                     | Città                                                                    | In casa                                                                  | Risultato                                                                | Ospiti                                                                   | Competizione                                                             | Reti                                                                     | Note                                                                     |
| ------------------------------------------------------------------------ | ------------------------------------------------------------------------ | ------------------------------------------------------------------------ | ------------------------------------------------------------------------ | ------------------------------------------------------------------------ | ------------------------------------------------------------------------ | ------------------------------------------------------------------------ | ------------------------------------------------------------------------ |
| 3-6-2021                                                                 | Sydney                                                                   | Australia                                                                | 3 – 0                                                                    | Kuwait                                                                   | Qual. Mondiali 2022                                                      | -                                                                        | 83’                                                                      |
| 7-6-2021                                                                 | Al Kuwait                                                                | Australia                                                                | 5 – 1                                                                    | Taipei cinese                                                            | Qual. Mondiali 2022                                                      | -                                                                        | 74’                                                                      |
| 15-6-2021                                                                | Al Kuwait                                                                | Australia                                                                | 1 – 0                                                                    | Giordania                                                                | Qual. Mondiali 2022                                                      | -                                                                        | 83’ 90’                                                                  |
| 2-9-2021                                                                 | Doha                                                                     | Australia                                                                | 3 – 0                                                                    | Cina                                                                     | Qual. Mondiali 2022                                                      | -                                                                        | 87’                                                                      |
| 5-9-2021                                                                 | Hanoi                                                                    | Vietnam                                                                  | 0 – 1                                                                    | Australia                                                                | Qual. Mondiali 2022                                                      | -                                                                        | 56’                                                                      |
| 11-11-2021                                                               | Sydney                                                                   | Australia                                                                | 0 – 0                                                                    | Arabia Saudita                                                           | Qual. Mondiali 2022                                                      | -                                                                        | 87’                                                                      |
| 16-11-2021                                                               | Sharjah                                                                  | Cina                                                                     | 1 – 1                                                                    | Australia                                                                | Qual. Mondiali 2022                                                      | -                                                                        | 76’                                                                      |
| 27-1-2022                                                                | Melbourne                                                                | Australia                                                                | 4 – 0                                                                    | Vietnam                                                                  | Qual. Mondiali 2022                                                      | 1                                                                        | 73’                                                                      |
| 1-6-2022                                                                 | Al Wakrah                                                                | Australia                                                                | 2 – 1                                                                    | Giordania                                                                | Amichevole                                                               | -                                                                        | 73’                                                                      |
| 22-9-2022                                                                | Brisbane                                                                 | Australia                                                                | 1 – 0                                                                    | Nuova Zelanda                                                            | Amichevole                                                               | -                                                                        | 61’                                                                      |
| 25-9-2022                                                                | Auckland                                                                 | Nuova Zelanda                                                            | 0 – 2                                                                    | Australia                                                                | Amichevole                                                               | -                                                                        |                                                                          |
| 22-11-2022                                                               | Al Wakrah                                                                | Francia                                                                  | 4 – 1                                                                    | Australia                                                                | Mondiali 2022 - 1º turno                                                 | -                                                                        | 72’                                                                      |
| 26-11-2022                                                               | Al Wakrah                                                                | Tunisia                                                                  | 0 – 1                                                                    | Australia                                                                | Mondiali 2022 - 1º turno                                                 | -                                                                        | 63’                                                                      |
| 30-11-2022                                                               | Al Wakrah                                                                | Australia                                                                | 1 – 0                                                                    | Danimarca                                                                | Mondiali 2022 - 1º turno                                                 | -                                                                        | 74’                                                                      |
| 3-12-2022                                                                | Al Rayyan                                                                | Argentina                                                                | 2 – 1                                                                    | Australia                                                                | Mondiali 2022 - Ottavi di finale                                         | -                                                                        | 58’                                                                      |
| 28-3-2023                                                                | Melbourne                                                                | Australia                                                                | 1 – 2                                                                    | Ecuador                                                                  | Amichevole                                                               | -                                                                        |                                                                          |
| 15-6-2023                                                                | Pechino                                                                  | Argentina                                                                | 2 – 0                                                                    | Australia                                                                | Amichevole                                                               | -                                                                        | 73’                                                                      |
| 9-9-2023                                                                 | Arlington                                                                | Messico                                                                  | 2 – 2                                                                    | Australia                                                                | Amichevole                                                               | -                                                                        |                                                                          |
| 6-1-2024                                                                 | Abu Dhabi                                                                | Bahrein                                                                  | 0 – 2                                                                    | Australia                                                                | Amichevole                                                               | -                                                                        | 63’                                                                      |
| 13-1-2024                                                                | Al Rayyan                                                                | Australia                                                                | 2 – 0                                                                    | India                                                                    | Coppa d'Asia 2023 - 1º turno                                             | -                                                                        | 64’                                                                      |
| 18-1-2024                                                                | Doha                                                                     | Siria                                                                    | 0 – 1                                                                    | Australia                                                                | Coppa d'Asia 2023 - 1º turno                                             | -                                                                        | 57’                                                                      |
| 23-1-2024                                                                | Al Wakrah                                                                | Australia                                                                | 1 – 1                                                                    | Uzbekistan                                                               | Coppa d'Asia 2023 - 1º turno                                             | -                                                                        | 70’ 83’                                                                  |
| 28-1-2024                                                                | Al Rayyan                                                                | Australia                                                                | 4 – 0                                                                    | Indonesia                                                                | Coppa d'Asia 2023 - Ottavi di finale                                     | -                                                                        | 60’                                                                      |
| 2-2-2024                                                                 | Al Wakrah                                                                | Australia                                                                | 1 – 2 dts                                                                | Corea del Sud                                                            | Coppa d'Asia 2023 - Quarti di finale                                     | -                                                                        | 70’                                                                      |
| 21-3-2024                                                                | Sydney                                                                   | Australia                                                                | 2 – 0                                                                    | Libano                                                                   | Qual. Mondiali 2026                                                      | -                                                                        | 16’                                                                      |
| 10-10-2024                                                               | Adelaide                                                                 | Australia                                                                | 3 – 1                                                                    | Cina                                                                     | Qual. Mondiali 2026                                                      | -                                                                        | 46’                                                                      |
| 15-10-2024                                                               | Saitama                                                                  | Giappone                                                                 | 1 – 1                                                                    | Australia                                                                | Qual. Mondiali 2026                                                      | -                                                                        |                                                                          |
| 14-11-2024                                                               | Melbourne                                                                | Australia                                                                | 0 – 0                                                                    | Arabia Saudita                                                           | Qual. Mondiali 2026                                                      | -                                                                        | 65’                                                                      |
| 19-11-2024                                                               | Riffa                                                                    | Bahrein                                                                  | 2 – 2                                                                    | Australia                                                                | Qual. Mondiali 2026                                                      | -                                                                        | 81’                                                                      |
| 5-6-2025                                                                 | Perth                                                                    | Australia                                                                | 1 – 0                                                                    | Giappone                                                                 | Qual. Mondiali 2026                                                      | -                                                                        | 46’                                                                      |
| 10-6-2025                                                                | Gedda                                                                    | Arabia Saudita                                                           | 1 – 2                                                                    | Australia                                                                | Qual. Mondiali 2026                                                      | -                                                                        | 66’                                                                      |
| Totale                                                                   |                                                                          | Presenze                                                                 | 31                                                                       |                                                                          | Reti                                                                     | 1                                                                        |                                                                          |

## Palmarès

### Club

#### Competizioni internazionali
- Campionato australiano: 1

Adelaide United: 2016
- FFA Cup: 1

Adelaide United: 2019